# Evgueni Moguilevski
Pour les articles homonymes, voir Moguilevski.
Evgueni Guedeonovitch Moguilevski (en russe : Евгений Гедеонович Могилевский), né à Odessa (république socialiste soviétique d'Ukraine) le 16 septembre 1945 et mort le 30 janvier 2023,, est un pianiste soviétique puis russe.

## Biographie
Evgueni Moguilevski est le fils et l'élève de Serafima Moguilevski à l'école de Musique Stolyarski dans sa ville natale. En 1963, il entre au Conservatoire de Moscou pour étudier avec Heinrich Neuhaus et Iakov Zak jusqu'en 1971.
En 1964, âgé de dix-huit ans, il est le troisième pianiste soviétique à remporter le concours Reine Elisabeth, après Emil Gilels et Vladimir Ashkenazy. Il commence une carrière à l'échelle internationale, s'imposant par son étonnante virtuosité. Aux États-Unis, il est représenté par l’imprésario Sol Hurok.
Dans la seconde moitié des années 1970, il joue dans le monde entier en tant que soliste avec l'Orchestre symphonique d'État d'URSS sous la direction d'Evgueni Svetlanov. Mais entre 1980 et 1987, les autorités l’empêchent de se produire hors de l'URSS. Son enregistrement du troisième concerto de Rachmaninoff, avec Kirill Kondrachine, a remporté plusieurs prix, dont celui de l’enregistrement de l'année aux États-Unis.
Il enseigne au Conservatoire de Moscou dès 1972. Il siège au jury du concours Reine Elisabeth en 1987, et à partir de 1992, il enseigne au Conservatoire de Bruxelles.
Il est le père des pianistes Maxime et Alexandre Moguilevski. Alexandre Mogilevski (en) (1885–1953), le violoniste, est le frère de son grand-père.